# Holy Water (film)
Holy Water è un film irlandese del 2009 diretto da Tom Reeve.
La trama del film è paragonabile con quella de L'erba di Grace.

## Trama
In un piccolo paese dell'Ulster, Killcoulin's Leap, quattro amici si trovano chi senza lavoro e chi senza soldi. Uno di loro ha però l'idea di derubare un furgone che trasporta Viagra e rivendere il prezioso carico ad Amsterdam.
Il colpo, seppur con qualche intoppo, ha successo, ma prima che se ne rendano conto, si ritrovano alle calcagna una squadra SWAT venuta dagli USA per recuperare il carico.
Messi alle strette, i quattro amici decidono di nascondere i bidoni con il Viagra all'interno di un pozzo, ma nel fare ciò i bidoni si danneggiano e in breve tempo la falda acquifera della zona viene inquinata dal farmaco, e tutti i cittadini (oltre che gli animali e gli ortaggi) cominciano a sentirne gli effetti.
In breve tempo, però, tutti diventano più felici grazie al risveglio degli istinti sessuali indotto dal Viagra.
Alla fine, dopo varie peripezie, due anziani del paese riescono a depistare definitivamente le indagini della squadra speciale. Il piccolo paesino diventa famoso in tutto il mondo per le proprietà benefiche dell'acqua ed i quattro amici possono rimanere a vivere nel loro paese natale.